# علی‌آباد فخررود
علی آباد فخررود روستایی در دهستان فخررود بخش قهستان شهرستان درمیان استان خراسان جنوبی ایران است. بر پایه سرشماری عمومی نفوس و مسکن در سال ۱۳۹۰ جمعیت این روستا ۴۳ نفر (در ۱۳ خانوار) بوده است.